# Nogometni Klub Osijek 2022-2023
Questa voce raccoglie le informazioni riguardanti il Nogometni Klub Osijek nelle competizioni ufficiali della stagione 2022-2023.

## Rosa
| N. |                       | Ruolo | Calciatore      |
| -- | --------------------- | ----- | --------------- |
| 4  | Croazia (bandiera)    | D     | Marin Leovac    |
| 6  | Croazia (bandiera)    | C     | Darko Nejašmić  |
| 7  | Croazia (bandiera)    | C     | Vedran Jugović  |
| 8  | Spagna (bandiera)     | C     | Diego Barri     |
| 10 | Croazia (bandiera)    | A     | Josip Špoljarić |
| 11 | Croazia (bandiera)    | C     | Mijo Caktaš     |
| 13 | Argentina (bandiera)  | A     | Ramón Miérez    |
| 14 | Croazia (bandiera)    | C     | Ivan Fiolić     |
| 15 | Croazia (bandiera)    | P     | Marko Barešić   |
| 16 | Montenegro (bandiera) | A     | Nikola Janjić   |
| 17 | Croazia (bandiera)    | A     | Šime Gržan      |
| 19 | Croazia (bandiera)    | C     | Mihael Žaper    |
| 20 | Slovenia (bandiera)   | D     | Mario Jurčević  |

| N. |                                 | Ruolo | Calciatore          |
| -- | ------------------------------- | ----- | ------------------- |
| 23 | Croazia (bandiera)              | C     | Petar Brlek         |
| 24 | Croazia (bandiera)              | A     | Filip Živković      |
| 25 | Montenegro (bandiera)           | C     | Ognjen Bakić        |
| 30 | Austria (bandiera)              | A     | Mihret Topčagić     |
| 31 | Croazia (bandiera)              | P     | Marko Malenica      |
| 34 | Croazia (bandiera)              | D     | Ivan Cvijanović     |
| 36 | Bosnia ed Erzegovina (bandiera) | C     | Nail Omerović       |
| 37 | Bosnia ed Erzegovina (bandiera) | D     | Adrian Leon Barišić |
| 39 | Croazia (bandiera)              | D     | Domagoj Bukvić      |
| 40 | Croazia (bandiera)              | C     | Dominik Babić       |
| 44 | Croazia (bandiera)              | A     | Kristijan Lovrić    |
| 98 | Ucraina (bandiera)              | D     | Yevhen Cheberko     |

## Risultati

### HNL
| Arbitro: | Ante Čuljak |

|                       |           |                   |
| Beljo 62’, 74’ (rig.) | Marcatori | 66’ (aut.) Lončar |

| Arbitro: | Duje Strukan |

|                   |           |                  |
| Bošković 80’, 86’ | Marcatori | 16’ Kleinheisler |

| Osijek 31 luglio 2022, ore 18:55 CEST (UTC+2) 3ª giornata | Osijek      | 0 – 0 referto | Slaven Belupo | Stadio Gradski vrt (2 870 spett.)\| Arbitro: \| Mario Zebec \| |
| Arbitro:                                                  | Mario Zebec |               |               |                                                                |

| Arbitro: | Patrik Kolarić |

|              |           |  |
| Bakrar 90+4’ | Marcatori |  |

| Arbitro: | Igor Pajač |

|                       |           |                      |
| Jugović 57’ Beljo 77’ | Marcatori | 65’ Brodić 84’ Perić |

| Arbitro: | Patrik Kolarić |

|                                                            |           |                            |
| Oršić 3’ Petković 53’ Perić 66’, 82’ Jurčević 90+3’ (aut.) | Marcatori | 29’ Beljo 74’ Kleinheisler |

| Arbitro: | Ante Čulina |

|                             |           |                   |
| Leovac 23’ Beljo 41’ (rig.) | Marcatori | 73’ (rig.) Livaja |

| Arbitro: | Duje Strukan |

|                  |           |            |
| Kleinheisler 38’ | Marcatori | 78’ Burgui |

| Arbitro: | Ante Čulina |

|  |           |                            |
|  | Marcatori | 36’ Miérez 44’, 63’ Caktaš |

| Arbitro: | Duje Strukan |

|  |           |           |
|  | Marcatori | 19’ Gržan |

| Arbitro: | Jakov Titlić |

|                                                  |           |            |
| Barišić 2’ Beljo 3’ *Caktaš 45’ Kleinheisler 80’ | Marcatori | 86’ Vasilj |

| Arbitro: | Ivan Bebek |

|  |           |                                        |
|  | Marcatori | 5’, 45+1’, 52’ Caktaš 35’ Kleinheisler |

| Arbitro: | Goran Pečarić |

|                         |           |  |
| Miérez 62’ Caktaš 90+5’ | Marcatori |  |

| Arbitro: | Ivan Bebek |

|                                                        |           |                  |
| Posavec 32’ Elezi 35’ Ivušić 41’ (aut.) Domjanić 90+4’ | Marcatori | 18’ Kleinheisler |

| Arbitro: | Duje Strukan |

|            |           |  |
| Miérez 85’ | Marcatori |  |

| Arbitro: | Antoniou Menelaus |

|                                         |           |            |
| Sahiti 10’ Livaja 69’ (rig.) Mlakar 79’ | Marcatori | 45’ Leovac |

| Arbitro: | Goran Pečarić |

|  |           |                |
|  | Marcatori | 36’, 38’ Beljo |

| Arbitro: | Patrik Kolarić |

|              |           |                      |
| Špoljarić 9’ | Marcatori | 38’ (rig.) M. Frigan |

| Arbitro: | Ivan Bebek |

|                          |           |  |
| Miérez 15’ Špoljarić 63’ | Marcatori |  |

| Arbitro: | Duje Strukan |

|             |           |  |
| Bubanja 39’ | Marcatori |  |

| Osijek 11 febbraio 2023, ore 17:10 CET (UTC+1) 21ª giornata | Osijek        | 0 – 0 referto | Slaven Belupo | Stadio Gradski vrt (2 007 spett.)\| Arbitro: \| Goran Pečarić \| |
| Arbitro:                                                    | Goran Pečarić |               |               |                                                                  |

| Arbitro: | Ante Čuljak |

|           |           |  |
| Erceg 57’ | Marcatori |  |

| Arbitro: | Fran Jović |

|  |           |             |
|  | Marcatori | 28’ Drožđek |

| Arbitro: | Duje Strukan |

|              |           |            |
| Petković 62’ | Marcatori | 55’ Miérez |

| Arbitro: | Fran Jović |

|  |           |                               |
|  | Marcatori | 28’ (rig.) Livaja 35’ Melnjak |

| Osijek 18 marzo 2023, ore 16:00 CET (UTC+1) 26ª giornata | Osijek      | 0 – 0 referto | Sebenico | Stadio Gradski vrt (2 321 spett.)\| Arbitro: \| Ante Čulina \| |
| Arbitro:                                                 | Ante Čulina |               |          |                                                                |

| Arbitro: | Duje Strukan |

|                      |           |             |
| M. Frigan 31’ (rig.) | Marcatori | 90+4’ Žaper |

| Arbitro: | Patrik Kolarić |

|                |           |  |
| Fućak 73’, 83’ | Marcatori |  |

| Arbitro: | Dario Kulušić |

|                |           |                         |
| Miérez 9’, 86’ | Marcatori | 22’ Aliyu 80’ Kulenović |

| Arbitro: | Ivan Bebek |

|                                      |           |            |
| Krstanović 90+7’ (rig.) Boras 90+10’ | Marcatori | 52’ Caktaš |

| Arbitro: | Igor Pajač |

|            |           |  |
| Miérez 72’ | Marcatori |  |

| Arbitro: | Jakov Titlić |

|            |           |                           |
| Brodić 77’ | Marcatori | 3’, 65’ Miérez 40’ Bukvić |

| Osijek 7 maggio 2023, ore 17:00 CEST (UTC+2) 33ª giornata | Osijek       | 0 – 0 referto | Dinamo Zagabria | Stadio Gradski vrt (7 923 spett.)\| Arbitro: \| Duje Strukan \| |
| Arbitro:                                                  | Duje Strukan |               |                 |                                                                 |

| Arbitro: | Igor Pajač |

|                                    |           |  |
| Awaziem 25’ Melnjak 50’ Mlakar 62’ | Marcatori |  |

| Arbitro: | Ivan Bebek |

|                  |           |                                             |
| Hiroš 72’ (rig.) | Marcatori | 3’ (aut.) Mina 62’, 76’ Miérez 80’ Nejašmić |

| Arbitro: | Patrik Kolarić |

|                     |           |           |
| Mitrović 65’ (aut.) | Marcatori | 31’ Banda |

### Coppa di Croazia
| Arbitro: | Luka Slišković |

|  |           |                         |
|  | Marcatori | 32’ Jugović 90+2’ Beljo |

| Arbitro: | Igor Pajač |

|              |           |                            |
| Brodić 90+2’ | Marcatori | 9’ Caktaš 55’ Kleinheisler |

| Arbitro: | Igor Pajač |

|              |           |                             |
| Živković 83’ | Marcatori | 21’ Vušković 77’ Krovinović |

### UEFA Europa Conference League

#### Secondo turno preliminare
| Arbitro: | Aleksandrs Anufrijevs |

|                     |           |                               |
| Nejašmić 84’ (aut.) | Marcatori | 58’ Topčagić 76’ Kleinheisler |

| Arbitro: | Anastasios Papapetrou |

|  |           |                        |
|  | Marcatori | 62’ Ivaniadze 71’ Koné |